# Tseten Norbu
Pour les articles homonymes, voir Norbu.
Tseten Norbu  (tibétain : ཚེ་བརྟན་ནོར་བུ, Wylie : tshe brtan nor bu ; 1959-2 décembre 2021) est un militant, écrivain et homme politique tibétain.

## Biographie
Tseten Norbu est né en 1959 au Tibet. Trois mois après sa naissance, ses parents, des nomades commerçants, le confient à ses grands-parents qui vivent sur le versant de l'Everest situé au Népal. Après quelque temps, ils ne sont plus venus au Népal. Son père est mort en prison après avoir été arrêté pour des activités politiques. Il ne revit sa mère qu'en 1985, quand elle vint lui rendre visite.
Tseten Norbu obtint un baccalauréat en commerce de l'université Tribhuvan à Katmandou au Népal, et un diplôme en leadership social de l'université St. Xavier aux Philippines.
Il suit une formation en exportation et marketing auprès de l'Asian Productivity Organization au Japon.
De 1980 à 1989, il travaille au Tibetan Research Office de Darjeeling.
Il édite un magazine indépendant intitulé Sambhota publié à Katmandou.
Il est président de la section du Congrès de la jeunesse tibétaine (TYC) à Katmandou. De 1995 à 2001, il est président du TYC pendant deux mandats consécutifs. Au cours de son mandat, il se rend dans de nombreux pays en tant que porte-parole de TYC. Il est vice-président de la Fondation Lumbini.
Sous sa présidence, le Congrès de la jeunesse tibétaine organise en 1998 à New Delhi une grève de la faim qui débute le 10 mars et culmine avec l'auto-immolation de Thupten Ngodup le 27 avril.
En 2006, il est élu député du parlement tibétain en exil où il représente l'Ü-Tsang.
Durant son mandat, il coordonne la visite de 6 parlementaires népalais à Dharamsala.
Il est mort le 2 décembre 2021 au Népal.

## Publications
- La reconquête du tibet, avec la collaboration du lama Tenzin Choklha Thinlay, 1999, Indigène éditions,  (ISBN 2911939174)
- « Combattre pour la décolonisation du Tibet », Conférence-Débat "Tian'anmen 10 ans après", Juin 1999. (Traduction : France-Tibet)
- (en) Rebels: The Tibetan Youth Congress in Dagmar Bernstorff and Hubertus von Welck (eds), Exile as challenge: the Tibetan diaspora, Éditeur Orient Blackswan, 2003,  (ISBN 8125025553), p. 391-408
- (en) Where Are the Conditions for Holding a Referendum?, Tibetan Review, vol 32, octobre 1997 : 20–21